# Gagrella ochracea
Gagrella ochracea is een hooiwagen uit de familie Sclerosomatidae.